# Venezia FC
Venezia Fotball Club S. r.l., cunoscut ca Venezia, este un club de fotbal italian din Veneția care joacă în Serie B.
Fondată printr-o fuziune în 1907, Venezia a petrecut o mare parte din istoria sa în Serie A și Serie B, primele două divizii din Italia.
Venezia a câștigat Coppa Italia în 1941.

## Lotul sezonului 2025-2026
La 14 august 2025.
| Nr. |                            | Poziție | Jucător                                         |
| --- | -------------------------- | ------- | ----------------------------------------------- |
| 1   | Serbia                     | P       | Filip Stanković                                 |
| 2   | Luxemburg                  | F       | Seid Korać                                      |
| 3   | Belgia                     | F       | Joël Schingtienne                               |
| 4   | Croația                    | M       | Bartol Franjić (împrumutat de la VfL Wolfsburg) |
| 5   | Surinam                    | F       | Ridgeciano Haps                                 |
| 6   | Statele Unite ale Americii | M       | Gianluca Busio                                  |
| 7   | Cehia                      | A       | Daniel Fila                                     |
| 8   | Italia                     | M       | Issa Doumbia                                    |
| 9   | Italia                     | A       | Andrea Adorante                                 |
| 10  | Ecuador                    | A       | John Yeboah                                     |
| 11  | Italia                     | A       | Gaetano Oristanio                               |
| 12  | Italia                     | P       | Filippo Neri                                    |
| 14  | Italia                     | M       | Hans Nicolussi Caviglia                         |
| 16  | Italia                     | F       | Michael Venturi                                 |

| Nr. |         | Poziție | Jucător                                      |
| --- | ------- | ------- | -------------------------------------------- |
| 17  | Guineea | M       | Cheick Condé                                 |
| 19  | Islanda | M       | Bjarki Steinn Bjarkason                      |
| 20  | Belgia  | F       | Richie Sagrado                               |
| 21  | Italia  | M       | Mattia Compagnon (împrumutat de la Juventus) |
| 22  | Italia  | P       | Alessandro Plizzari                          |
| 23  | Italia  | P       | Matteo Grandi                                |
| 24  | Italia  | M       | Nunzio Lella                                 |
| 27  | Italia  | F       | Antonio Candela                              |
| 30  | Austria | F       | Michael Svoboda                              |
| 32  | Ghana   | M       | Alfred Duncan                                |
| 33  | Croația | F       | Marin Šverko                                 |
| 71  | Spania  | M       | Kike Pérez                                   |
| 80  | Spania  | A       | Antonio Casas                                |
| 97  | Italia  | M       | Federico Tavernaro                           |

## Stadion
Actualul stadion al Veneziei, Pierluigi Penzo, este al doilea cel mai vechi stadion din Italia.

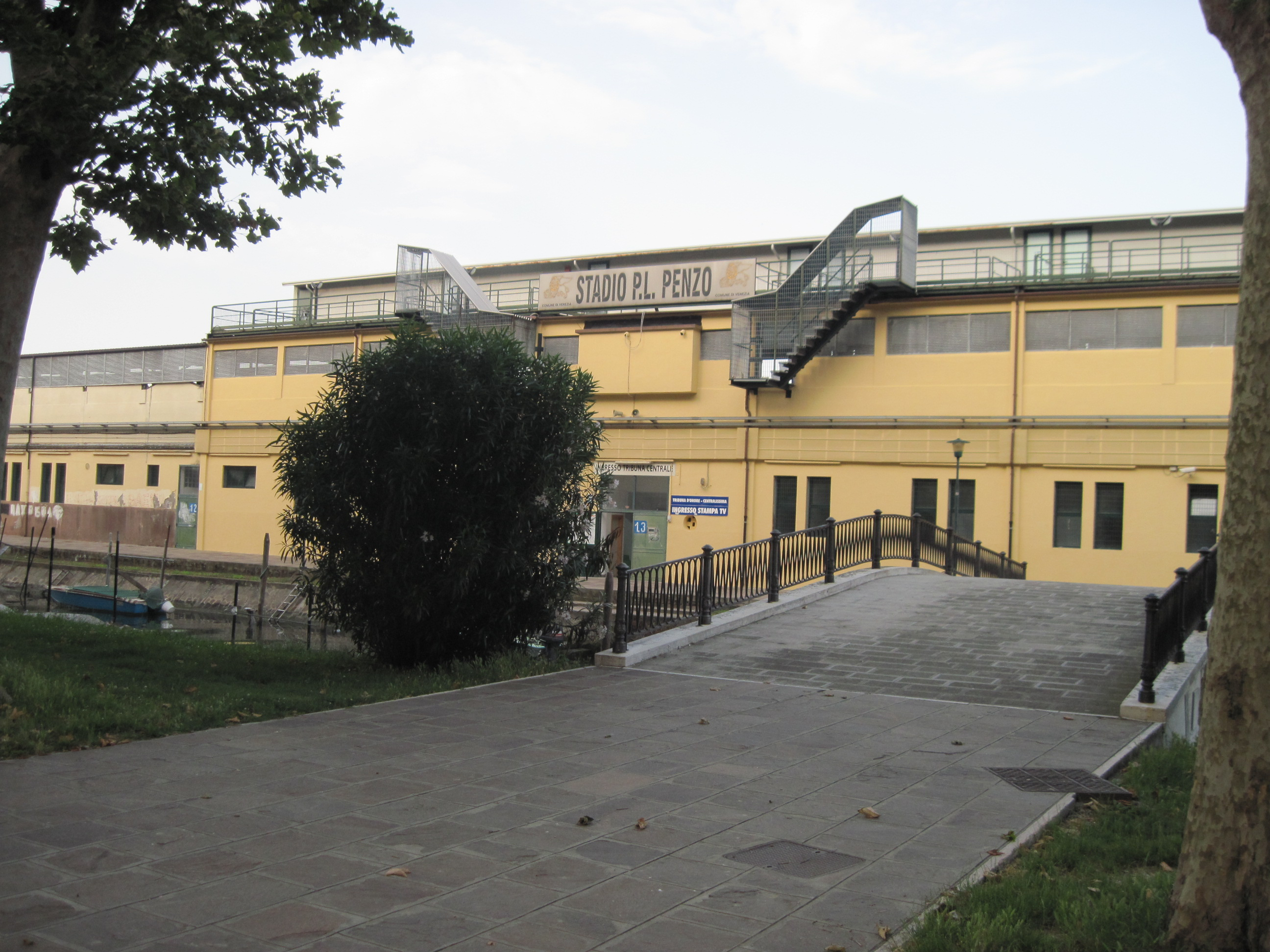
Stadio Pierluigi Penzo

## Legături externe
- Site web oficial